# American Cinema Editors
Els American Cinema Editors (Muntadors de cinema dels Estats Units) és una associació honorària de muntadors cinematogràfics fundada el 26 d'octubre de 1950 al Masquers Club de Hollywood. Els seus membres són elegits mitjançant una votació basada principalment en els seus èxits professionals i la seva dedicació al muntatge cinematogràfica en si. Aquesta societat no ha de ser confosa amb un sindicat adscrit a la indústria del cinema, com ara l'IATSE (específicament amb el Motion Picture Editors Guild o MPEG) a la qual un muntador pot o no pertànyer.

## Composició
Per ser membre actiu es poden complir els requisits següents:
- El desig de ser membre.
- Tenir el patrocini d'almenys dos membres actius.
- Un mínim de 60 mesos (5 anys) d'experiència en muntatge per a Cinema o Televisió.
- Aprovació per part del Consell d'Administració.
- Acceptació per part de l'assemblea general.

Els membres tenen dret a incloure la denominació de «ACE» com a part de les seves signatures; a més, la societat pública la llista dels membres actuals en la seva pàgina web, a partir del 2008, aquest lloc web no inclou morts els membres.

## Junta directiva
Fins a l'agost de 2014, aquesta és la llista de la junta directiva:
- Alan Heim, ACE (President)
- Stephen Rivkin, ACE (Vice President)
- Lillian Benson, ACE (Secretaria)
- Ed Abroms, ACE (Tresorer)

- Anita Brandt-Burgoyne, ACE
- Edgar Burcksen, ACE
- Tina Hirsch, ACE
- Maysie Hoy, ACE
- Doug Ibold, ACE
- Bonnie Koehler, ACE
- Stephen Lovejoy, ACE
- Harry B. Miller III, ACE
- Randy Roberts, ACE
- Kevin Tent, ACE

Associate Directors:
- Kate Amend, ACE
- Mark Helfrich, ACE
- Chris Innis, ACE
- Sabrina Plisco, ACE
- Michael Ornstein, ACE
- Jason Rosenfield, ACE
- Andrew Seklir, ACE
- Terilyn Shropshire, ACE

## Premis ACE
Dins de les activitats dutes a terme per aquesta organització, es troba el lliurament dels American Cinema Editors Awards més coneguts com a Premis Eddie; en particular, des de 1950 es realitza un sopar anual on es reconeix a professionals de la indústria «que han fet significatives contribucions per a l'avanç de la producció cinematogràfica». En primera instància es reconeixia als que estaven nominats per als Premi Oscar en la categoria millor muntatge, mentre que després es va annexar als nominats en la mateixa categoria per a televisió -quan la NATES va iniciar el lliurament del Premi Emmy a aquesta categoria; a partir del 1962, l'ACE va començar a lliurar els seus propis premis, els que es coneixen actualment com a Premis Eddie.

## Revista cinematogràfica
Des de l'any 1951, l'ACE va publicar la revista Cinema editor, la qual va començar com una publicació residencial, creixent a 5000 subscriptors en 1963. En la dècada de 1990 la revista va passar per una de les seves etapes més complexes: es va transformar en un butlletí de quatre pàgines; després, el 1994 Jack Tucker va ser nomenat com el seu nou editor, i al costat del president Tom Rolf i Laura Young, la van expandir fins al que és avui.